# Găng (thực vật)
Găng, tên khoa học Aidia chantonea, là một loài thực vật có hoa trong họ Thiến thảo. Loài này được Tirveng. mô tả khoa học đầu tiên năm 1986.